# تعارض کار–خانواده

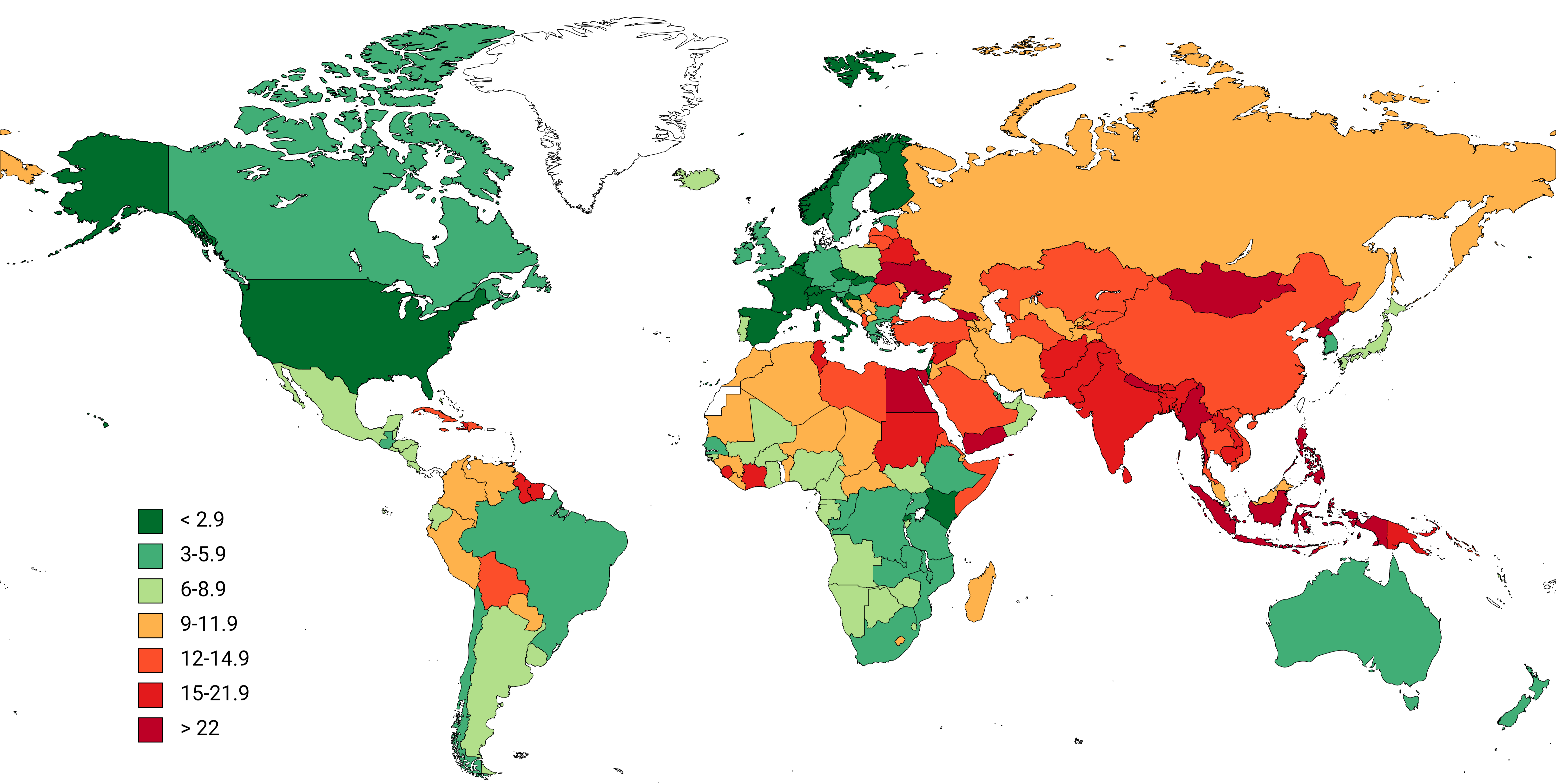
مرگ و میر ناشی از ساعات کاری طولانی به ازای هر ۱۰۰۰۰۰ نفر (۱۵+ نفر)، مطالعه مشترک انجام شده توسط سازمان بهداشت جهانی و سازمان بین المللی کار در سال ۲۰۱۶.

تعارض کار-خانواده (انگلیسی: Work–family conflict) در زمانی رخ می‌دهد که خواسته‌های ناسازگارانه بین کار (شغل) و نقش خانوادگی یک فرد وجود دارد و این مناقشه، مشارکت فرد در هر دو نقش را دشوارتر می‌سازد. بر این اساس، درگیری در محل کار و زندگی رخ می‌دهد.